# North Shropshire

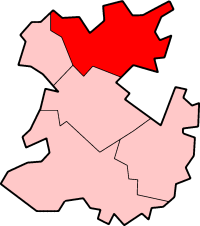
Localisation du district de North Shropshire dans le Shropshire

Le North Shropshire est un ancien district non-métropolitain du Shropshire, en Angleterre. Le conseil de district siègeait à Wem. Outre cette ville, le district comprenait celles d'Ellesmere, Market Drayton et Whitchurch, ainsi que les villages de Shawbury et Baschurch. Il jouxtait le pays de Galles, le Cheshire et le Staffordshire, ainsi que les districts d'Oswestry, Shrewsbury and Atcham et l'autorité unitaire de Telford and Wrekin.
Le district est créé le 1er avril 1974, par le Local Government Act 1972. Il est issu de la fusion des districts ruraux de Market Drayton et North Shropshire. Le conseil de district est aboli le 1er avril 2009, lorsque l'autorité unitaire du Shropshire est créée.

## Source
- (en) Cet article est partiellement ou en totalité issu de l’article de Wikipédia en anglais intitulé « North Shropshire » (voir la liste des auteurs).